# Occisio Gregorii in Moldavia Vodae tragice expressa
Occisio Gregorii in Moldavia Vodae tragice expressa (sau Occisio Gregorii in Moldavia tragedice expressa – Uciderea lui Grigore Vodă în Moldova exprimată sub formă de tragedie) este prima piesă de teatru scrisă în limba română.
Piesa este cuprinsă într-o scriere anonimă (aparținând poate lui Samuil Vulcan) și a fost descoperită de Nicolae Densușianu în biblioteca Episcopiei Române Unite din Oradea, datând probabil din 1777-1780.
Manuscrisul este alcătuit din scene disparate, câteva scrise în alte limbi (o predică în țigănește, cântece în latină și  maghiară).

## Surse de inspirație

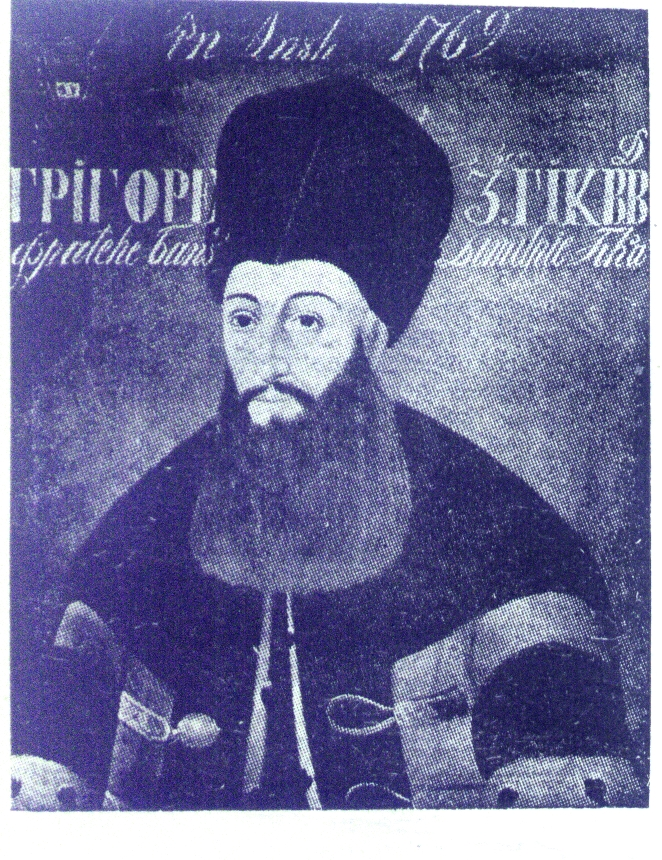
Grigore al III-lea Ghica

## Personaje

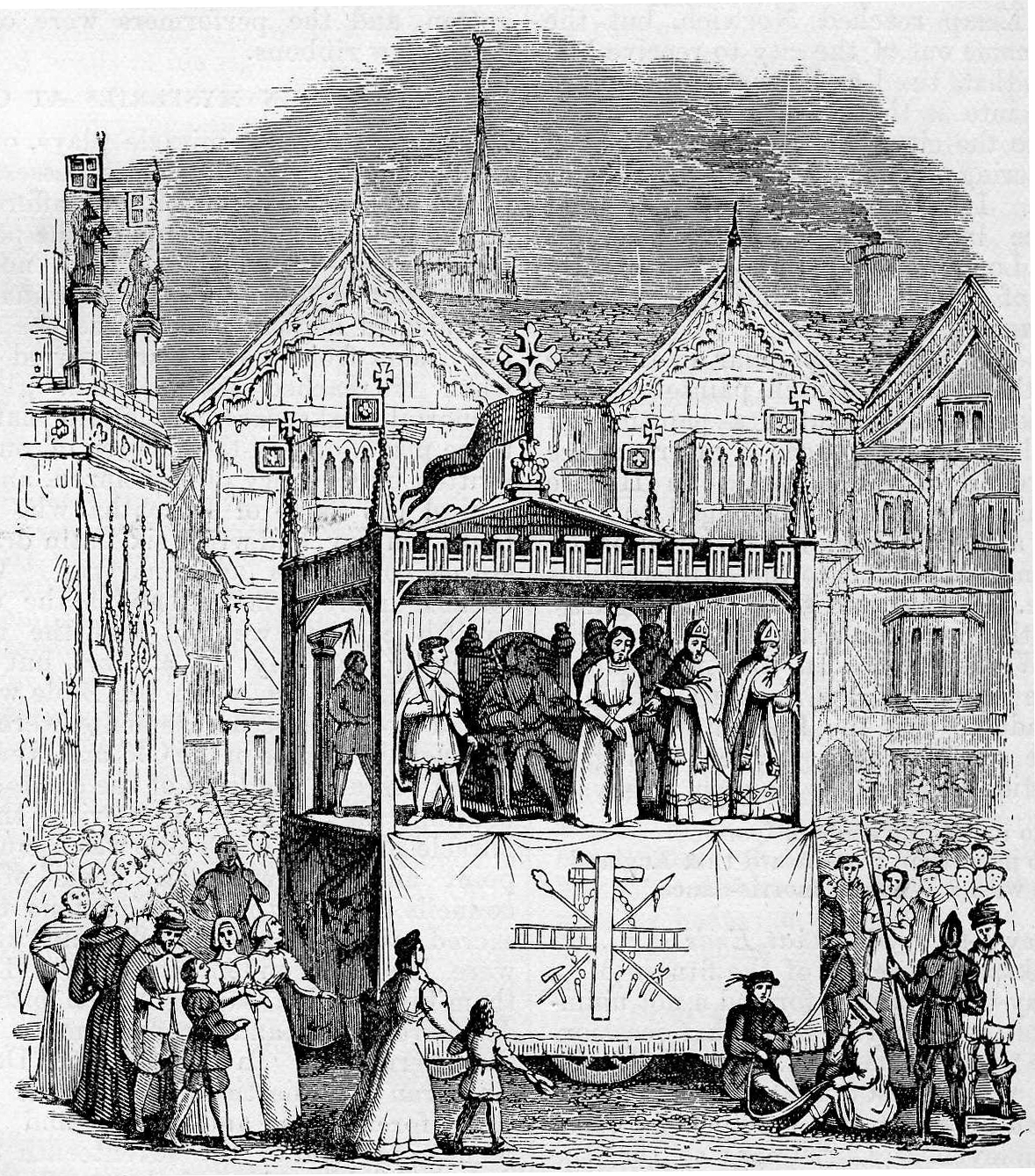
Teatru medieval